# ماري آن مارتن
ماري آن مارتن (بالإنجليزية: Mary Ann Martin)‏ هي كاتِبة نيوزيلندية، ولدت في 5 يوليو 1817، وتوفيت في 2 يناير 1884.